# Episodi di Dota: Dragon's Blood (terza stagione)
La terza e ultima stagione della serie animata Dota: Dragon's Blood, nota anche come Libro 3 (Book Three), composta da 8 episodi, è stata interamente pubblicata sul servizio di streaming on demand Netflix l'11 agosto 2022.
| nº (assoluto) | nº (stagione) | Titolo originale                       | Titolo italiano           | Pubblicazione  |
| ------------- | ------------- | -------------------------------------- | ------------------------- | -------------- |
| 17            | 1             | The Wind Under the Door                | Il vento sotto la porta   | 11 agosto 2022 |
| 18            | 2             | Hell of Hells                          | L'inferno degli inferni   | 11 agosto 2022 |
| 19            | 3             | This Stranger's Life                   | Questa vita da straniera  | 11 agosto 2022 |
| 20            | 4             | The Hanged Man                         | L'impiccato               | 11 agosto 2022 |
| 21            | 5             | Summons of the Ideal                   | La ricerca dell'ideale    | 11 agosto 2022 |
| 22            | 6             | Twelve Thousand Four Hundred and Three | Dodicimilaquattrocentotre | 11 agosto 2022 |
| 23            | 7             | Lunartropism                           | Tropismo lunare           | 11 agosto 2022 |
| 24            | 8             | Consider Phlebas                       | Considera Phlebas         | 11 agosto 2022 |

## Il vento sotto la porta
- Titolo originale: The Wind Under the Door
- Diretto da: Han Seung Woo, Mio Del Rosario
- Scritto da: Ashley Edward Miller

### Trama
Con l'Occhio aperto, Slyrak si dirige verso Foulfell per affrontare il malvagio demone Terrorblade e il suo esercito, così come le anime di Uldorak e Lirrak, ma viene ucciso mentre Terrorblade raccoglie lo spirito ardente di Slyrak. Drysi, ora braccata dalle truppe rinforzate di Selemene, permette a Terrorblade di entrare nel suo corpo. Con il potere perduto di Selemene, Luna e la Legione della Luna Oscura radunano le truppe sparse intorno alle enclavi e tornano con l'imperatrice Mirana e Nico per unirsi alla sua Guardia Pretoriana. A loro si uniscono Davion e Bram, che scoprono che i draghi stanno convergendo verso il Picco Spezzato, segno che Slyrak non è riuscito a uccidere Terrorblade e che il demone sta lanciando un assalto all'Invocatore. Lo stregone elfico, dopo aver respinto con successo ma a stento l'assalto dello sciame di draghi di Terrorblade e ucciso Drysi, stringe una difficile alleanza con Mirana per attaccare Terrorblade e trasferire le anime dei suoi draghi a Davion. Turbata dal rifiuto di Selemene di cambiare in meglio, Fymryn indebolisce la Dea della Luna Oscura della sua scintilla divina più profonda e assorbe la sua forza infinita dentro di sé; abbracciando quindi pienamente il suo destino di reincarnazione di Mene, la Dea della Luna Chiara in persona, e come tale evolve verso uno status e una forza divini. Mentre svanisce da tutti i piani dell'esistenza, Selemene dà a Fymryn un avvertimento: i poteri la faranno impazzire come hanno già fatto una volta, che è ciò che alla fine ha portato alla sua stessa distruzione e rinascita come Fymrym.

## L'inferno degli inferni
- Titolo originale: Hell of Hells
- Diretto da: Park So Young, Kim Sun Min
- Scritto da: Steven Melching

### Trama
Mentre il gruppo di Mirana si prepara, Kaden ordina a Bram di rimanere e lo nomina Padre per ricostruire la Fortezza del Drago. Entrati a Foulfell con l'Invocatore, Mirana, Davion, Luna e Kaden hanno vissuto flashback traumatici sotto l'influenza di Terrorblade. L'Invocatore evoca un'invocazione per evocare Fymryn, ora dotata della forza onnipotente di una dea, che salva il gruppo dell'imperatrice Mirana dai loro flashback e si unisce alla lotta. Il gruppo lancia un assalto a oltranza contro Terrorblade e il suo esercito, mentre Davion si sacrifica per uccidere l'oscuro demone. Mentre la dolce imperatrice Mirana e i suoi amici piangono la morte di Davion, l'Invocatore raduna tutti gli spiriti degli otto draghi e forgia un mondo completamente nuovo, dove Selemene, un'adolescente Filomena e Marci sono vive e vegete.

## Questa vita da straniera
- Titolo originale: This Stranger's Life
- Diretto da: Han Seung Woo, Mio Del Rosario
- Scritto da: Mitch Iverson

### Trama
Con la memoria alterata del vecchio mondo, l'imperatrice Mirana ora governa pacificamente l'Helio Imperium nel nuovo mondo, con Marci, Lina, l'imperatore Zal, Shabarra e Tihomir resuscitati e viventi nel nuovo mondo. Informata dell'apparizione di una grande pietra rossa emersa a Hinterlands e che ha trasformato gli abitanti del villaggio in mostri, l'imperatrice Mirana e il suo esercito incendiano il villaggio mentre riportano indietro la pietra. L'imperatore Zal, che soffre di demenza a causa della perdita della moglie, incarica Mirana di portare la pietra per trovare l'Oracolo. L'Oracolo le rivela che si tratta di una Pietra della Distruttività, che le ripristina la memoria del vecchio mondo. Le spiega che l'Invocatore ha usato i Pilastri della Creazione per fondere tutte le realtà in una sola. Deducendo che, poiché sono stati i Pilastri della Creazione a creare il nuovo mondo, Mirana intende usarli per ripristinare quello vecchio. Mirana ordina a Luna e Lina di tornare dal padre. L'adolescente alternativa Filomena avverte il consiglio degli Althing delle minacce provenienti dalle Pietre che hanno iniziato ad apparire e cerca di parlare con la dea, ma l'Invocatrice ritratta la sua richiesta e distrugge la sua ricerca sulle Pietre. Arrivate al bar di Barrowhaven, Mirana e Marci trovano Davion, con ricordi alterati, e chiedono il suo aiuto per sconfiggere Slyrak.

## L'impiccato
- Titolo originale: The Hanged Man
- Diretto da: Park So Young, Kim Sun Min
- Scritto da: Ashley Halloran

### Trama
Durante il viaggio verso la caverna di Slyrak, Miriana, Davion e Marci incontrarono Hellbear, una creatura sotto l'influenza delle Pietre, e un albero sotto il controllo della Pietra della Distruttività. Dopo aver distrutto entrambi, e non convinto dalla spiegazione di Mirana, Davion abbandona Mirana e la versione alternativa della muta Marci. La dea Mene inizia a sentirsi disorientata e confusa quando affiorano ricordi residui del vecchio mondo. Filomena visita Mene, ma sperimenta i ricordi residui fantasma proiettati da Mene, prima che la Dea della Luna Chiara la cacci via. Sperando in risposte da suo padre, l'Invocatore, Filomena usa la sua fonte per localizzarlo sulla luna mentre conversa con Zet, l'Arc Warden, che sta lottando per unificare i Radianti e i Terribili. L'Invocatore ci prova, ma non riesce a prendere l'energia dell'Arc Warden per contenere gli Antichi, prima di essere salvato da Filomena. Mirana trova Kaden nella caverna di Slyrak, che si sta preparando a uccidere l'Eldwyrm dormiente. Mirana attacca Kaden per fermarlo.

## La ricerca dell'ideale
- Titolo originale: Summons of the Ideal
- Diretto da: Han Seung Woo, Kim Sun Min
- Scritto da: Chiara Farina, Zach Ragatz

### Trama
L'Invocatore cade in un sonno ristoratore mentre Filomena rivisita Mene, intuendo che i ricordi residui di Mene potrebbero fornire risposte. Filomena accede alla mente di Mene e visita frammenti di ricordi del vecchio mondo come Fymryn. Rimettendo insieme i pezzi e scoprendo, tra le altre cose, l'esistenza delle due lune, Mene recupera i ricordi della sua vita passata e sveglia l'Invocatore, intimandogli di rivelare la verità a Filomena. Davion, preoccupato per Mirana, si dirige verso la caverna di Slyrak. La battaglia tra Mirana, Kaden e il risvegliato Slyrak si conclude con Kaden che ferisce mortalmente Slayrak prima che Mirana lo ferisca mortalmente. Kaden rivela a Davion di ricordarsi del valoroso Cavaliere Drago e gli passa la spada prima di morire, mentre Slyrak morente dice a Mirana che non c'è nulla che possano fare per ripristinare il vecchio mondo. Più tardi, Luna informa Mirana e Marci che è scoppiata una guerra.

## Dodicimilaquattrocentotre
- Titolo originale: Twelve Thousand Four Hundred and Three
- Diretto da: Park So Young, Kim Sun Min
- Scritto da: Ashley Halloran, Mitch Iverson

### Trama
Filomena scoprì dall'Archonico che la seconda luna del vecchio mondo era ciò che proteggeva la Terra dalle Direstone e dai minerali della Luna Folle in frantumi. L'Invocatore confessa a Filomena che questo è il suo milleduemilaquattrocentotredicesimo tentativo di rimodellare l'universo e che senza la seconda luna del nuovo mondo, l'intera Terra, tranne la torre dell'Invocatore, alla fine sarebbe stata distrutta. Shabarra e Tihomir, ora eletti rispettivamente reggente e viceré dal Senato, inviano Lina e l'esercito a respingere gli attacchi dei Coriel'Tauvi. Dopo aver accettato un colloquio con il generale Drysi, comandante del Principato, Lina aiuta Mirana, al suo ritorno, con Marci e Luna a riprendere il trono con la forza, mentre l'imperatore Zal muore di malattia. A Haupstadt, i mostri di Direstone attaccano e uccidono Davion. Mentre muore, l'anima di brace, nascosta da Slyrak nel suo corpo, si risveglia e lo trasforma in Hybrion, una nuova forma ibrida tra umano e Slyrak. Ritornati alla forma umana, con la memoria umana ripristinata e l'avvertimento di Slyrak sulla fine del mondo causata dalla Luna Folle che si sta frantumando, Davion e Bram partono alla ricerca di Mirana.

## Tropismo lunare
- Titolo originale: Lunartropism
- Diretto da: Han Seung Woo, Kim Sun Min
- Scritto da: Steven Melching

### Trama
Dopo la morte dell'imperatore Zal, Mirana apre completamente "l'Occhio" della Dea del Sole nel profondo di sé e ascende allo status di dea e a poteri cosmici di infinita potenza basati sul sole. Filomena, con l'aiuto di suo padre, tenta di eseguire la "Fucina", una procedura per rimodellare l'universo. L'uso delle anime dei draghi durante la procedura stabilisce una connessione telepatica tra Davion e Filomena. Filomena suggerisce di usare le anime dei draghi per rafforzare il potere dell'Arc Warden e guadagnare tempo, ma l'Invocatore la respinge, affermando che ciò le prosciugherebbe la vita e risveglierebbe gli Eldwyrm per distruggere la Terra. Davion e Bram si riuniscono finalmente con l'imperatrice Mirana, che la mette in guardia dalla minaccia della Luna Folle. Davion, Mirana e i loro amici cercano l'aiuto dell'Invocatore, ma incontrano Filomena, che propone di collaborare per eseguire la Forgia che riparerà la luna, ma è troppo tardi quando l'Invocatore uccide l'Arc Warden con il potere del Loto rubato. La Luna Folle si frantuma, facendo piovere Pietre del Male e Minerali Radianti per distruggere la Terra. Lina si sacrifica per fermare la pioggia di minerali mentre l'infido e malvagio stregone elfico lascia l'imperatrice Mirana nello spazio freddo.

## Considera Phlebas
- Titolo originale: Consider Phlebas
- Diretto da: Park So Young, Kim Sun Min
- Scritto da: Ashley Edward Miller

### Trama
Fymryn, che si è recentemente legata completamente all'essenza dormiente di Mene dentro di sé, rapisce Mirana dallo spazio e le dice di ricordare il vecchio mondo. Il malvagio Invocatore tenta di impedire a Filomena di evocare la Forgia, ma viene interrotta da Davion, che si trasforma in Hybrion. Lo scontro tra l'Invocatore e Hybrion si conclude quando Mirana, Mene e Filomena appaiono e teletrasportano Hybrion nella valle dell'Invocatore. Filomena confessa al suo amato padre di essere afflitta dalla stessa identica malattia che l'aveva uccisa da bambina nel vecchio mondo, e i due si riconciliano. Filomena rivela a Mirana che la sua scintilla divina, l'Occhio, le permetterà di restaurare il vecchio mondo. Dopo aver salutato i suoi alleati, l'Invocatore e Filomena evocano la Fucina con le anime dei draghi, riportando Mirana a Foulfell del vecchio mondo, proprio nel momento in cui il Saggio tenta di ricostruire il nuovo mondo. Fallito il diabolico piano dell'Invocatore, Mirana e i suoi alleati lasciano l'infido stregone elfico a Foulfell e tornano sulla Terra. Mentre tutti piangono per la morte di Davion, morto combattendo contro Terrorblade, l'imperatrice Miriana e Fymryn (ora Mene) decidono di collaborare per restaurare il mondo. La dolce Mirana trova l'Archoronicus nella Torre dell'Invocatore e lo consegna al negoziante perché lo custodisca, il quale lo accetta come un "favore divino" dall'incarnazione umana dell'onnipotente Dea del Sole. Nel vecchio mondo, la giovane Filomena, completamente guarita, riporta la sua casa al suo antico splendore, mentre i segni della fatale e non specificata malattia che le ha portato via la giovane vita e la scintilla divina scompaiono del tutto, e lei sente ancora la voce della sua malvagia divinità Selemene.